# Marko Pomerants
Marko Pomerants, né à Tamsalu, en Estonie, le 24 septembre 1964, est un homme politique d'Estonie, membre de l'Union pour la patrie et Res Publica (IRL).

## Éléments personnels

### Formation
Ayant achevé ses études secondaires en 1982, il entre à l'Université de Tartu, dont il ressort diplômé en géologie en 1989. Il y obtient également un master d'administration publique en 2002.

### Carrière
Il est directeur adjoint de l'administration de la protection de la nature dans la ville de Rakvere entre 1989 et 1990. En 1994, il prend, pour un an, la tête du Service de protection de la nature.

## Activité politique
Il commence sa carrière politique au niveau local, comme chef du département de l'Environnement de la région du Virumaa occidental entre 1990 et 1994. En 1995, il en est élu gouverneur et effectue deux mandats de quatre ans.
En 2003, il obtient son premier mandat de député au Riigikogu, mais doit démissionner aussitôt pour devenir ministre des Affaires sociales dans le gouvernement dirigé par Juhan Parts.
Deux ans plus tard, à la suite de la chute de la coalition, il redevient député. Réélu aux législatives de 2007, Marko Pomerants est nommé ministre de l'Intérieur dans le second gouvernement d'Andrus Ansip le 4 juin 2009. Il est remplacé par Ken-Marti Vaher en 2011.
Il est ministre de l'Environnement de 2015 à 2017.